# Dieffenbachia duidae
Dieffenbachia duidae är en kallaväxtart som först beskrevs av Julian Alfred Steyermark, och fick sitt nu gällande namn av George Sydney Bunting. Dieffenbachia duidae ingår i släktet prickbladssläktet, och familjen kallaväxter. Inga underarter finns listade.